# Frankrike i olympiska vinterspelen 1936
Frankrike deltog med 28 deltagare vid de olympiska vinterspelen 1936 i Garmisch-Partenkirchen.  Totalt vann de en bronsmedalj.

## Medaljer

### Brons
- Émile Allais - Alpin skidåkning - Kombination.